# COFDM

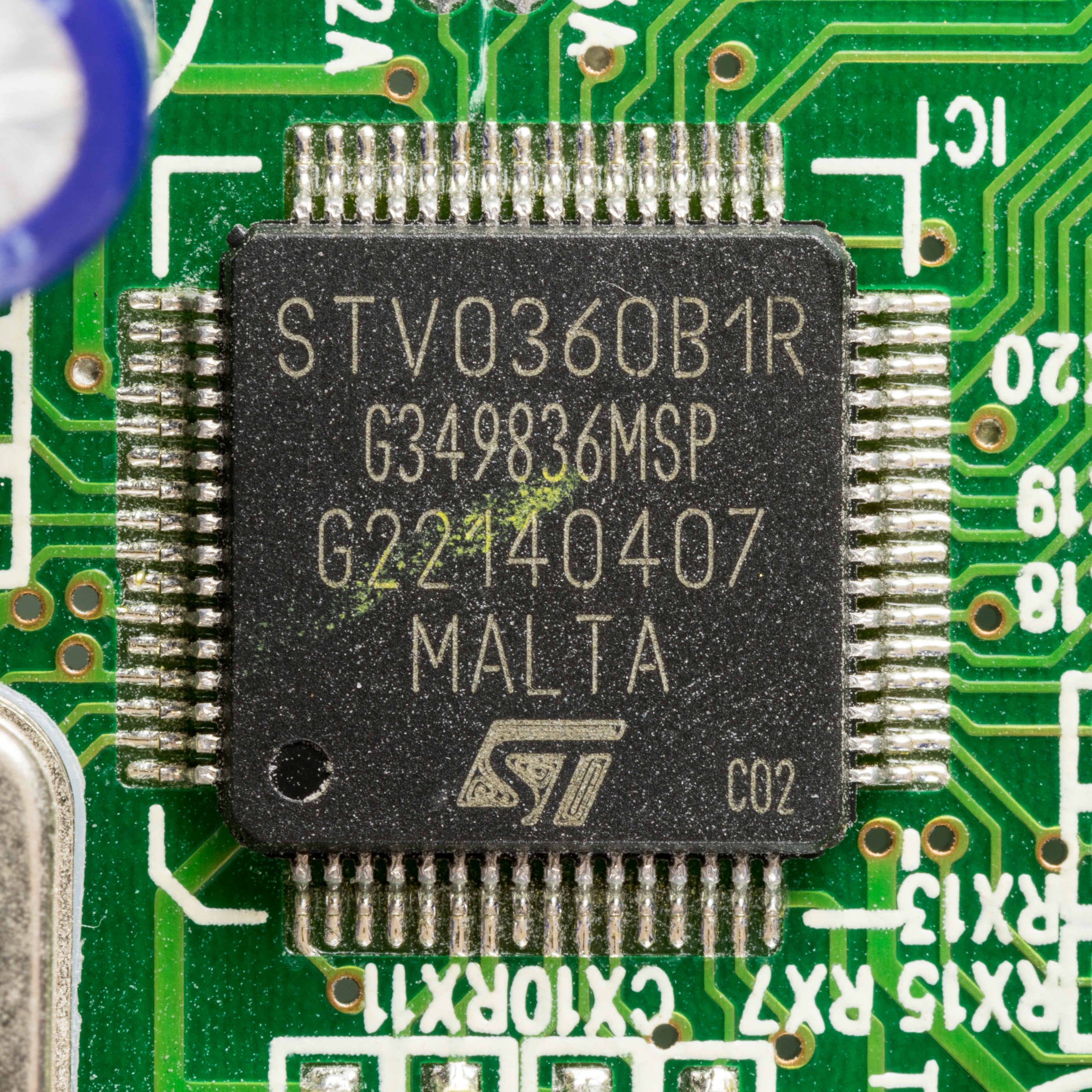
STMicroelectronics STV0360B1R - COFDM demodulator IC

Coded Orthogonal Frequency-Division Multiplexing (COFDM) è una variante di OFDM che introduce l'uso di codice a correzione di errore.
Vengono utilizzati principalmente il metodo FEC e ARQ.
Si usa la FEC perché aggiunge ridondanza al flusso di dati, ad esempio codici convoluzionali, codici a blocchi, ecc. FEC viene utilizzata per mitigare gli effetti dei canali “cattivi” e per ridurre il throughput complessivo in base al tasso di codifica k/n.
Si utilizza ARQ (Automatic Repeat Request) perché aggiunge la capacità di rilevare errori nel flusso di dati, per esempio 16-bit CRC. Viene usata per rilevare errori nei simboli OFDM. Cattivi pacchetti vengono ritrasmessi sperando che il canale cambi. Di solito si usa in coppia con FEC. Non può però essere usato per applicazioni broadcast perché non è possibile ritrasmettere al singolo utente.